# Biemna trirhaphis
Biemna trirhaphis är en svampdjursart som först beskrevs av Topsent 1897.  Biemna trirhaphis ingår i släktet Biemna och familjen Desmacellidae. Inga underarter finns listade i Catalogue of Life.